# دزوراك (أرارات)
مدينة دزوراك (بالأرمينية:Զորակ) (بالإنجليزية: Dzorak)‏ هي إحدى المدن التابعة لمقاطعة أرارات في أرمينيا. يقدر عدد سكانها بـ 1943 نسمة حسب الإحصاء الذي جرى عام 2011.